# Gaofen
Gaofen (chinois : 高分 ; pinyin : Gāofēn, haute résolution) est une famille de satellites d'observation de la Terre chinois à usage civil dont le premier exemplaire a été placé en orbite en 2013.  

## Historique du programme
Le programme High-Definition Earth Observation Satellite (HDEOS) d'observation de la Terre par satellite est proposé en 2006 par l'agence spatiale chinoise CNSA et est approuvé par le gouvernement chinois en 2010. HDEOS est l'un des 16 programmes scientifiques et technologiques majeurs du plan à 15 ans (2006-2020) annoncé par le Conseil d’État chinois. Il s'agit du premier programme d'observation à haute résolution à usage civil chinois. L'objectif du programme est de fournir des données en quasi temps réelle permettant la prévention et le traitement des catastrophes naturelles, la surveillance des changements climatique, la cartographie, le contrôle des ressources et de l'environnement ainsi que l'aide à l'agriculture. Les principaux utilisateurs sont le Ministère du territoire et des ressources, le ministère de l'environnement et le ministère de l'agriculture. Six satellites doivent être lancés entre 2013 et 2016 selon les plans d'origine. En 2010 une extension du programme baptisée China High-resolution Earth Observation System (CHEOS) est approuvée par le gouvernement. Celui-ci confie à l'agence spatiale chinoise la réalisation du segment satellitaire mais également de l'ensemble des moyens terrestres et aériens permettant de fournir des données avec une fréquence temporelle et une résolution spatiale élevée. La construction et le lancement de sept satellites sont planifiées entre 2010 et 2020. 

## Gaofen 1 et 6
Gaofen 1 inaugure la série et est placé le 26 avril 2013 sur une orbite polaire par une fusée Longue Marche 2D. Ce satellite d'un peu plus de une tonne emporte deux instruments :
- l'instrument PMC composé de deux caméras  avec une résolution de 2 mètres en panchromatique et 8 mètres en multispectral (4 bandes dont proche infrarouge). La fauchée est de 69 km.
- Un ensemble de 4 caméras grand angle WFI multispectrales (4 bandes  proche infrarouge) avec une résolution de 16 mètres et une fauchée de 830 km.

Le satellite a une durée de vie prévue de 5 ans et doit être remplacé par Gaofen 6 aux caractéristiques similaires.

## Gaofen 2
Gaofen 2 est un satellite aux caractéristiques améliorées placé en orbite polaire le 19 aout 2014. D'une masse de 2 tonnes il emporte un seul instrument. PMC-2 est un ensemble de deux caméras fournissant une résolution de 0,8 mètre en panchromatique et de 3,2 mètres en multispectral (4 bandes) avec une fauche de 45,3 km.

## Gaofen 3
Gaofen 3 est placé le 10 août 2016 sur une orbite polaire par une fusée Longue Marche 4C.
Il est équipé d'un instrument Radar à Synthèse d'Ouverture (RSO) doté d'une résolution au sol allant jusqu'à 1 m.

## Gaofen 8 et 9
Les satellites Yaogan 8 et 9 lancés respectivement en juin et septembre 2015 ont des caractéristiques qui ne semblent pas en phase avec les autres satellites de la série. L'hypothèse la plus probable est qu'il s'agit de deux satellites du programme de reconnaissance militaire Gaofen en surplus qui ont été reconvertis pour un usage civil.

## Lancements effectués et prévus
Liste mise à jour le 15 octobre 2020
| Nom                                 | Date lancement    | Masse    | Instrument principal                                                       | Orbite approximative                  | Plateforme   | Identifiant NSSDC             | Fabricant | Site de lancement            | Lanceur             | Notes |
| ----------------------------------- | ----------------- | -------- | -------------------------------------------------------------------------- | ------------------------------------- | ------------ | ----------------------------- | --------- | ---------------------------- | ------------------- | --- |
| Gaofen 1                            | 26 avril 2013     | 1 080 kg | Caméra panchromatique résolution 2 mètres                                  | 635 km × 662 km, inclinaison 98,36°   | CAST-2000    | 2013-018A                     | CAST      | Jiuquan                      | Longue Marche 2D    | |
| Gaofen 2                            | 19 août 2014      | 2 100 kg | Caméra panchromatique résolution 0,8 mètre                                 | 608 km × 630 km, 98,02°               | CS-L3000A    | 2014-049A                     | CAST      | Taiyuan                      | Longue Marche 4B    | |
| Gaofen 8                            | 26 juin 2015      |          | Caméra panchromatique                                                      | 484 km × 493 km, 97,3°                |              | 2015-030A                     |           | Taiyuan                      | Longue Marche 4B    | Satellite de reconnaissance Yaogan reconverti dans le civil ?                                                    |
| Gaofen 9                            | 14 septembre 2015 |          | Caméra panchromatique                                                      | 617 km × 664 km, 98,01°               | CAST2000 ?   | 2015-047A                     | CAST      | Jiuquan                      | Longue Marche 2D    | Satellite de reconnaissance Yaogan reconverti dans le civil ?                                                    |
| Gaofen 3                            | 9 août 2016       |          | Radar à synthèse d'ouverture en bande C résolution 1 mètre                 | 735 km × 747 km, 98.4°                | CS-L3000A    | 2016-049A                     |           | Taiyuan                      | Longue Marche 4C    | |
| Gaofen 4                            | 28 décembre 2015  | 4 600 kg | Caméra panchromatique résolution 50 mètres, télescope de 40 cm d'ouverture | Orbite géostationnaire                |              | 2015-083A                     |           | Base de lancement de Xichang | Longue Marche 3B    | |
| Gaofen 5                            | 8 mai 2018        |          | Caméra panchromatique                                                      | Orbite polaire héliosynchrone, 705 km | SAST-5000B   | 2018-043A                     | SAST      | Taiyuan                      | Longue Marche 4C    | |
| Gaofen 6                            | 2 juin 2018       |          | Caméra panchromatique résolution 2 mètres                                  | Orbite polaire                        | CAST-2000    | 2018-048A                     | CAST      | Juiquan                      | Longue Marche 2D    | Doit remplacer Gaofen 1 dont il est la copie                                                                     |
| Gaofen 10                           | 31 août 2016      |          | ?                                                                          |                                       |              |                               |           | Taiyuan                      | Longue Marche 4C    | Inactif (n'a pas pu rejoindre son orbite suite échec du 3e étage du lanceur)                                     |
| Gaofen 1-02 Gaofen 1-03 Gaofen 1-04 | 30 mars 2018      | 805 kg   | Caméra panchromatique résolution 2 mètres                                  | 638 km × 642 km, 98.0°                | CAST2000 bus | 2018-031A 2018-031B 2018-031C | SAST      | Taiyuan                      | Longue Marche 4     | |
| Gaofen 10R                          | 4 octobre 2019    |          |                                                                            |                                       | 2019-066A    | SAST                          | Taiyuan   | Longue Marche 4C             |                     | |
| Gaofen 11                           | 31 juillet 2018   |          |                                                                            | 248 km × 694 km, 97.4°                |              | 2018-063A                     |           | Taiyuan                      | Longue Marche 4B    | |
| Gaofen 7                            | 3 mars 2019       | 2400 kg  |                                                                            | Orbite héliosynchrone (500 kg)        |              | 2019-072A                     |           | Taiyuan                      | Longue Marche 4B    | Satellite cartographique                                                                                         |
| Gaofen 12                           | 27 novembre 2019  |          |                                                                            | Orbite basse                          |              | 2019-082A                     |           | Taiyuan                      | Longue Marche 4C    | Peut être une version civile du satellite de reconnaissance Yaogan 29                                            |
| Gaofen 9-02                         | 31 mai 2020       |          | Caméra panchromatique                                                      | 617 km × 664 km, 98,01°               | CAST2000 ?   | 2020-034B                     | CAST      | Jiuquan                      | Longue Marche 2D    | Satellite de reconnaissance Yaogan reconverti pour un usage civil ?                                              |
| Gaofen 9-03                         | 17 juin 2020      |          | Caméra panchromatique                                                      | 617 km × 664 km, 98,01°               | CAST2000 ?   | 2020-039A                     | CAST      | Jiuquan                      | Longue Marche 2D    | Satellite de reconnaissance Yaogan reconverti pour un usage civil ?                                              |
| Gaofen Duomo                        | 3 juillet 2020    |          |                                                                            | Orbite basse                          |              | 2020-042A                     |           | Taiyuan                      | Longue Marche 4B    | Premier exemplaire d'une série de satellites du programme CHEOS (China High Définition Earth Observation System) |
| Gaofen 9-04                         | 6 août 2020       |          | Caméra panchromatique                                                      | 617 km × 664 km, 98,01°               | CAST2000 ?   | 2020-054A                     | CAST      | Jiuquan                      | Longue Marche 2D    | Satellite de reconnaissance Yaogan reconverti dans le civil ?                                                    |
| Gaofen 11-02                        | 7 septembre 2020  |          | Dispose d'un télescope de 1,7 mètre d'ouverture                            | 248 km × 694 km, 97.4°                |              | 2020-064A                     |           | Taiyuan                      | Longue Marche 4B    | Résolution maximale de 8 à 15 centimètres                                                                        |
| Gaofen 13                           | 11 octobre 2020   |          | Télescope de 1,7 mètre                                                     | Orbite géostationnaire                |              | 2020-071A                     | CAST ?    | Xichang                      | Longue Marche 3B/G3 | Résolution de 15 à 20 mètres                                                                                     |